# Schottea taupoensis
Schottea taupoensis är en kräftdjursart som beskrevs av Serov och Wilson 1999. Schottea taupoensis ingår i släktet Schottea och familjen Pseudojaniridae.
Artens utbredningsområde är havet kring Nya Zeeland. Inga underarter finns listade i Catalogue of Life.